# Rewolwer i melonik (film)
Rewolwer i melonik (ang. The Avengers) – amerykański film fabularny z 1998 roku w reżyserii Jeremiaha S. Chechika, powstały na podstawie brytyjskiego serialu telewizyjnego o tym samym tytule. Wyprodukowany przez wytwórnię Warner Bros.
Premiera filmu odbyła się 14 sierpnia 1998 w Stanach Zjednoczonych.

## Fabuła
Akcja filmu rozgrywa się w Londynie. Tajna rządowa organizacja zleca specjalne zadanie agentowi Steedowi (Ralph Fiennes) i meteorolog Emmie Peel (Uma Thurman). Mają za zadanie unieszkodliwić terrorystę, sir Augusta De Wyntera (Sean Connery), który wywołał serię anomalii pogodowych. Agenci muszą działać szybko, gdyż Wyspom Brytyjskim grozi kataklizm.

## Obsada
- Ralph Fiennes jako John Steed
- Uma Thurman jako Emma Peel
- Sean Connery jako Sir August De Wynter
- Jim Broadbent jako Matka
- Fiona Shaw jako Ojciec
- Eddie Izzard jako Bailey
- Eileen Atkins jako Alice
- Carmen Ejogo jako Brenda
- John Wood jako Trubshaw
- Keeley Hawes jako Tamara

## Produkcja
Film nakręcono w Londynie, Oksfordzie, Bicester, Woodstock, East Grinstead, Hambleden, Hatfield, Iver Heath, Shepperton, Brentford i Gloucestershire (Anglia).

## Odbiór
Film Rewolwer i melonik spotkał się z negatywną reakcją krytyków. W serwisie Rotten Tomatoes, 5% z osiemdziesięciu dwóch recenzji filmu jest pozytywne (średnia ocen wyniosła 3 na 10). Na portalu Metacritic średnia ocen z 19 recenzji wyniosła 12 punktów na 100.

### Nagrody i nominacje
| Rok  | Miejsce                           | Nagroda      | Kategoria                              | Odbiorcy i nominowani                                    | Wynik     |
| ---- | --------------------------------- | ------------ | -------------------------------------- | -------------------------------------------------------- | --------- |
| 1999 | 19. rozdanie nagród Złotych Malin | Złota Malina | Najgorszy remake lub sequel            | Rewolwer i melonik                                       | wygrana   |
| 1999 | 19. rozdanie nagród Złotych Malin | Złota Malina | Najgorszy film                         | Rewolwer i melonik                                       | nominacja |
| 1999 | 19. rozdanie nagród Złotych Malin | Złota Malina | Najgorszy aktor                        | Ralph Fiennes                                            | nominacja |
| 1999 | 19. rozdanie nagród Złotych Malin | Złota Malina | Najgorsza aktorka                      | Uma Thurman                                              | nominacja |
| 1999 | 19. rozdanie nagród Złotych Malin | Złota Malina | Najgorszy aktor drugoplanowy           | Sean Connery                                             | nominacja |
| 1999 | 19. rozdanie nagród Złotych Malin | Złota Malina | Najgorszy reżyser                      | Jeremiah S. Chechik                                      | nominacja |
| 1999 | 19. rozdanie nagród Złotych Malin | Złota Malina | Najgorszy scenariusz                   | Don MacPherson                                           | nominacja |
| 1999 | 19. rozdanie nagród Złotych Malin | Złota Malina | Najgorsza ekranowa para / duet filmowy | Ralph Fiennes i Uma Thurman                              | nominacja |
| 1999 | 19. rozdanie nagród Złotych Malin | Złota Malina | Najgorsza piosenka                     | „Storm” – Grace Jones wraz z The Radio Science Orchestra | nominacja |